# Cotoneaster tomentosus
Cotoneaster tomentosus — вид квіткових рослин з родини трояндових (Rosaceae). Ареал: Європа (Албанія, Австрія, Болгарія, Словаччина, Франція, Німеччина, Греція, Угорщина, Італія, Польща, Румунія, Іспанія, Швейцарія, Боснія і Герцеговина, Хорватія, Чорногорія, Македонія, Словенія, Сербія), Кавказ (Грузія, Північний Кавказ), Туреччина.

## Екологія
Населяє чагарникові схили та скелі, особливо на вапняках.

## Біоморфологічна характеристика
Це малогіллястий кущ заввишки 2–3 метри, гілки прямі. Кора сіра, на молодих гілках сіро-бура. Пагони щільно запушені. Листкова ніжка коротка, 3–4 мм завдовжки, пластини від широкояйцеподібних до округлих, 30–60 мм завдовжки, в молодому віці злегка біло-повстисті на верхній поверхні, пізніше голі, знизу густо-білі волокнисті, листки відносно тверді, шкірясті. Квітки двостатеві, рожеві, в запушених 3–12-квіткових колосках. Плід яблукоподібний, яскраво-червоний, кулясто-яйцюватий, розміром 7—8 мм, білувато-запушений, містить 3—5 насінин. Цвіте з квітня по червень.